# Itaiçaba
Itaiçaba este un oraș în statul Ceará (CE) din Brazilia.